# Carnaval de Cologne
 (février 2023).
Si vous disposez d'ouvrages ou d'articles de référence ou si vous connaissez des sites web de qualité traitant du thème abordé ici, merci de compléter l'article en donnant les références utiles à sa vérifiabilité et en les liant à la section « Notes et références ».
Le carnaval de Cologne est une fête de la ville de Cologne en Allemagne s'inscrivant dans le contexte du carnaval rhénan, considérée par ses participants comme la cinquième saison de l'année et comme la fête la plus importante après Noël.
La saison du carnaval débute officiellement le 11 novembre à 11 h 11 comme le veut la tradition, et se termine le Mercredi des Cendres — le lendemain du Mardi gras — de l'année suivante (soit une date mobile entre février et début mars). Les célébrations finales, le carnaval de rue, durent une semaine entière.

## Caractéristiques
Les principaux évènements du carnaval de Cologne sont :
- 11 novembre à 11 h 11 : ouverture officielle de la saison du carnaval (qui prend fin le mercredi des cendres). Cette journée donne lieu à de nombreux concerts et la population se déguise pour aller faire la fête mais également, souvent, pour se rendre au travail (le 11 novembre n'étant pas férié en Allemagne).
- jeudi : carnaval des femmes (allemand : Weiberfastnacht ; kölsch : Wieverfastelovend), journée d'émancipation des femmes ; pendant cette journée les femmes coupent les cravates des hommes et embrassent les passants sur les joues. C'est également le début de la semaine de festivité et de défilés du carnaval. Exceptionnellement, les policiers sont autorisés à ne pas porter de cravate ce jour-là afin d'éviter de se la faire découper.
- samedi : défilé des fantômes (allemand : Geisterzug ; kölsch : Jeisterzoch) ; il s'agit d'un défilé alternatif en soirée, réintroduit en 1992 en raison de l'annulation du défilé officiel cette année-là. Les costumes portent traditionnellement les couleurs des 4 saisons.
- dimanche : défilé des écoles et des quartiers (allemand : schull und veedelszöch) : défilé des groupes représentants 50 écoles et groupes de Carnaval des différents quartiers de la ville(une quarantaine de groupes)[1]. Le défilé suit le même parcours que celui du Rosenmontag (lundi des roses). La plupart des personnes défilent à pieds et envoient de nombreux petits cadeaux à la foule (sucreries, fleurs, gadgets en tous genres). Le défilé débute à 11 h 11.
- lundi : défilé officiel (Rosenmontagszug) qui constitue le plus grand défilé de carnaval en Allemagne et draine près d'un million de personnes dans les rues ; les personnes sur les chars distribuent plusieurs centaines de tonnes de cadeaux à la foule, principalement des sucreries (Kamelle[2]) et des roses. Le défilé part de Chlodwigplatz (Süd Stadt) jusqu'au centre-ville et s'étale sur plus de 7 km. En moyenne, plus de 10 000 personnes participent au défilé, et les rues se remplissent de 1 à 2 millions de personnes.
- Mardi gras (Faschingsdienstag) : on brûle Monsieur Carnaval (Nubbelverbrennung). Chaque bar (Kneipe) brûle son Nubbel pour célébrer la fin de la saison et tous les habitués du quartier se retrouvent pour cette occasion. Des processions, des chants, des pastiches d’enterrement suivent jusqu'à l'incinération à minuit.
- Mercredi des cendres (Aschermittwoch) : la fête est terminée, il est servi traditionnellement un repas de poisson.

Chaque quartier a également son planning d'animations et de défilés propre. Sachant qu'il y a 86 quartiers à Cologne, c'est autant de défilés et de concerts différents à découvrir lors de la dernière semaine du carnaval.
Entre le 11 novembre et la semaine des défilés, se tiennent des soirées Carnaval où les gens se rendent déguisés dans des salles de spectacles assister à des concerts, démonstrations de danse ou sketches humoristiques, tous sur le thème de Cologne et du carnaval.
Il existe des milliers de chansons de Karneval chantées tout le long du Karneval, par exemple Viva Colonia. De nombreux groupes de musique sont spécialisés dans la musique de Carnaval en Kölsch (patois) : Brings, Höhner, Kasalla, Cat Ballou, Blääck Föös, etc.

## Citations
- « Jeder Jeck ist anders » (Chaque carnavaleux est différent) : Appel à la tolérance.
- « Kölle alaaf » (Cologne avant tout).